# Monstrum z galaxie Arkana
Monstrum z galaxie Arkana (chorvatsky: Gosti iz galaksije) je československo-jugoslávský film z roku 1981 režírovaný Dušanen Vukotićem.

## Děj
Robert Novák je vrátný v hotelu, který je posedlý sci-fi a píše na tento žánr knihu. Hlavními postavami jeho románu jsou tři mimozemšťané – děti Targo a Ulu se svou robotickou vychovatelkou Androu – kteří pochází z vyspělé planety z galaxie Arkana, a kteří se vydali na cestu na planetu Zemi. Od psaní ho však neustále vyrušuje jeho přítelkyně Biba a jeho soused Toni, který je neúspěšný fotograf turistů, ale chce se stát slavným. Robertův kolega z práce mu poradí, aby do svého příběhu přidal nějaké monstrum, protože jinak nepřiláká čtenáře. Robert mu částečně vyhoví a do své knihy přidá mimozemského mazlíčka Mumu, který se z malé hračky může změnit v obrovskou nestvůru. Biba má sestry, Gabi a Cecille, které nemají Roberta rády.
Jedné noci uslyší Robert na svém magnetofonu ženský hlas, který mu říká, ať jde na nedaleký ostrov. Vypůjčí si tedy od Toniho loď a dopluje na ostrov. Tam ho čeká překvapení, když objeví Targa, Ulu a Andru, postavy ze svého příběhu. Po návratu domů mluví o událostech se svým psychiatrem, který mu řekne, že má „tellurgii“, schopnost uskutečňovat své myšlenky. Biba té události nevěří, a tak ji Robert vezme na ostrov, kde se znovu setkají s mimozemšťany. Tam uvidí i jejich vesmírnou loď, která vypadá jako modrá létající koule. Biba se všeho strašně bojí a chce utéct, ale mimozemšťané z ní udělají kostku. Do své původní podoby se vrátí až když se vrátí zpět domů. Když se i ostatní lidé z města dozvídají o mimozemšťanech, rozhodne se skupina odvážných dobrovolníků, že za nimi pojedou. Ozbrojení harpunami jsou však na cestě zastaveni, když je Targo paprsky ze svých očí shodí z člunu. Tato událost ještě zvýší zájem veřejnosti o mimozemšťany a ti sjíždějí se na ostrov, aby se s nimi mohli setkat. Na ostrově se pohybují nazí, aby ukázali, že nejsou ozbrojení, ale ostrov je prázdný. Celou událost fotí Toni, ale jeho snahy o vyfocení mimozemšťanů jsou marné. Robert je mezitím vyhozen z práce, a když se vrátí do bytu, zjistí, že návštěvníci z vesmíru se schovávají právě tam. Začne ho fascinovat Andrina kůže a opatrně se jí dotýká, což ho přivádí do jistého transu. Do místnosti znenadání vtrhne Biba a začne na Andru žárlit. V rozhořčení si nevšimne, že jí Targo do kabelky strčil hračku Muma, a tak ho při odchodu odnáší s sebou na rodinnou oslavu. Tam se Mumo zvětší do více než dvoumetrové výšky a postupně začne všechny v domě zabíjet. Po těchto událostech vrátí Andra čas zpět a společně s Targem, Ulou a Robertem odlétají do galaxie Arkana.

## Obsazení
- Žarko Potočnjak jako Robert (v českém znění Jiří Štěpnička)
- Lucie Žulová jako Biba (v českém znění Jarmila Švehlová)
- Ksenija Prohaska jako Andra (v českém znění Simona Stašová)
- Rene Bitorajac jako Targo (v českém znění Petr Novotný)
- Ljubiša Samardžić jako Toni (v českém znění Alois Švehlík)
- Ivana Andrlová jako Gabi
- Cvijeta Mesić jako Cecille (v českém znění Anna Wetlinská)
- Petr Drozda jako Mumu